# 楠图
楠图（法語：Nantoux，法語發音：[nɑ̃tu]）是法国科多尔省的一个市镇，位于该省南部，属于博讷区。

## 地理
楠图（47°1'59"N, 4°45'38"E）面积6.58 平方千米，位于法国勃艮第-弗朗什-孔泰大區科多尔省，该省份为法国中东部省份，北起奥布省，西接涅夫勒省和约讷省，南至索恩-卢瓦尔省，东南接汝拉省，东临上索恩省，东北部与上马恩省接壤。
与楠图接壤的市镇（或旧市镇、城区）包括：马维利芒代洛、沃尔奈、波马尔、布兹莱博讷、默卢瓦塞。

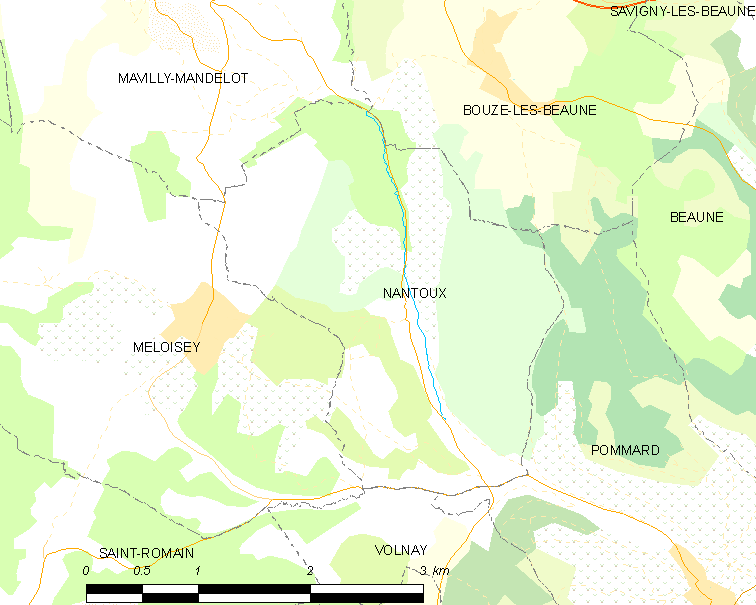
楠图的OSM定位图

楠图的时区为UTC+01:00、UTC+02:00（夏令时）。

## 行政
楠图的邮政编码为21190，INSEE市镇编码为21450。

## 政治
楠图所属的省级选区为拉杜瓦-塞里尼县。

## 人口

1962-2008年间楠图人口变化图示

楠图于2022年1月1日时的人口数量为168人。